# プダスヤルヴィ
プダスヤルヴィ（フィンランド語: Pudasjärvi [ˈpudɑsˌjærʋi]）は、フィンランド・北ポフヤンマー県の町、自治体。オウルンカーリ郡に属する。
人口は2021年12月31日の時点で7678人、面積は5867.23平方キロ（2265.35平方マイル）で、うち228.67平方キロ（88.29平方マイル）を水域が占める。人口密度は1.36/平方キロ（3.5/平方マイル）。2006年時点で町としてはロヴァニエミに次ぐ国内2番目の面積を有する。
雄大な自然で知られ、シウランキラ地区にある35億年前のトロニェマイト岩は欧州連合（EU）域内で最も古い岩とされる。
また、メロディックデスメタルバンドのカルマとエターナル・ティアーズ・オヴ・ソロウは当地で結成された。